# باول فانر
باول فانر (بالألمانية: Paul Wanner) هو لاعب كرة قدم نمساوي وألماني في مركز الوسط، ولد في 23 ديسمبر 2005 في دورنبيرن في النمسا. حقق رقم قياسي بتاريخ نادي بايرن ميونخ بكونه أصغر لاعب يشارك في مباراة بتاريخ النادي بدوري الدرجة الأولى الألماني.

## وصلات خارجية
- باول فانر على موقع الاتحاد الأوربي (الإنجليزية)
- باول فانر على موقع إي إس بي إن إف سي (الإنجليزية)
- باول فانر على موقع قاعدة بيانات كرة القدم.إي يو (الإنجليزية)
- باول فانر على موقع بيانات كرة القدم. دي إي (الألمانية)
- باول فانر على موقع ليكيب (الفرنسية)
- باول فانر على موقع Soccerbase.com (لاعب) (الإنجليزية)
- باول فانر على موقع Soccerway.com (الإنجليزية)
- باول فانر على موقع عالم كرة القدم.نت (الإنجليزية)